# Prism World Tour
Prism World Tour também conhecida como 2019 Pentagon World Tour〈Prism〉foi a primeira turnê mundial promovida pela boy band sul-coreana Pentagon. A turnê mundial começou com dois concertos em Seul em abril de 2019 e passou pela Indonésia, América do Norte, Brasil, México, Taiwan, Hong Kong, Cingapura e outros países. Em 5 de julho, o grupo anunciou datas adicionais da turnê para oito cidades. A turnê começou em 27 de abril de 2019 na Coreia do Sul e terminou em 21 de dezembro de 2019 no Japão.

## Fundo
Em 22 de julho, a Cube Entertainment compartilha o anúncio oficial de que o membro Yan An não iria participar da turnê mundial por motivos médicos.
Foi revelado que no caminho de volta do show em Jakarta, o avião que o Pentagon havia embarcado sofreu uma falha e foi forçado a retornar para a cidade. A Cube Entertainment se pronunciou: "Os membros estão seguros sem ferimentos. Eles estavam programados para seguir em frente com o cronograma para o Canadá, mas ocorreu um incidente no avião. Estamos verificando outros voos para evitar interrupções no cronograma". O voo foi interrompido devido a um problema com o sistema de ar condicionado e o embarque foi pausado por uma hora. Rumores houve uma emergência médica durante a viagem, levando à decisão de voltar para Jacarta.

## Datas da turnê
| Data                       | Cidade           | País           | Local                                  | Audiência      | Ref.           |
| Etapa 1 - Ásia             | Etapa 1 - Ásia   | Etapa 1 - Ásia | Etapa 1 - Ásia                         | Etapa 1 - Ásia | Etapa 1 - Ásia |
| -------------------------- | ---------------- | -------------- | -------------------------------------- | -------------- | -------------- |
| 27 de abril de 2019        | Seoul            | Coréia do Sul  | Blue Square iMarket Hall               | —              | [ 6 ] [ 7 ]    |
| 28 de abril de 2019        | Seoul            | Coréia do Sul  | Blue Square iMarket Hall               | —              | [ 6 ] [ 7 ]    |
| 31 de agosto de 2019       | Jakarta          | Indonesia      | The Kasablanka                         | —              | [ 8 ]          |
| Etapa 2 - América do Norte |                  |                |                                        |                |                |
| 3 de setembro de 2019      | Toronto          | Canadá         | Phoenix Concert Theatre                | —              | [ 9 ]          |
| 5 de setembro de 2019      | Nova Iorque      | Estados Unidos | Beacon Theatre                         | —              | [ 10 ]         |
| 6 de setembro de 2019      | Chicago          | Estados Unidos | House of Blues                         | 1,200          | [ 11 ] [ 12 ]  |
| 8 de setembro de 2019      | Dallas           | Estados Unidos | House of Blues                         | —              | [ 9 ]          |
| 10 de setembro de 2019     | Seattle          | Estados Unidos | Moore Theatre                          | 1,500          | [ 13 ]         |
| 12 de setembro de 2019     | Los Angeles      | Estados Unidos | Wiltern Theatre                        | —              | [ 14 ] [ 15 ]  |
| 13 de setembro de 2019     | San Jose         | Estados Unidos | City National Civic                    | —              | [ 9 ]          |
| Etapa 3 - América Latina   |                  |                |                                        |                |                |
| 15 de setembro de 2019     | São Paulo        | Brasil         | Tropical Butantã                       | 2,500/2,500    | [ 16 ]         |
| 17 de setembro de 2019     | Santiago         | Chile          | Teatro Coliseo                         | 2,500/2,500    | [ 17 ]         |
| 20 de setembro de 2019     | Monterrey        | México         | Auditorio Pabellón Monterrey           | 100%           | [ 17 ]         |
| 22 de setembro de 2019     | Cidade do México | México         | Auditorio Blackberry                   | 100%           | [ 17 ]         |
| Etapa 4 - Ásia             |                  |                |                                        |                |                |
| 6 de outubro de 2019       | Taipei           | Taiwan         | Taipei International Convention Center | —              | [ 18 ]         |
| Etapa 5 - Europa           |                  |                |                                        |                |                |
| 17 de outubro de 2019      | Milão            | Ítalia         | Magazzini Generali                     | —              | [ 19 ]         |
| 19 de outubro de 2019      | Lisboa           | Portugal       | LxFactory                              | —              | [ 19 ]         |
| 22 de outubro de 2019      | Berlim           | Alemanha       | Astra Kulturhaus                       | —              | [ 19 ]         |
| 25 de outubro de 2019      | Paris            | França         | Le Bataclan                            | —              | [ 19 ]         |
| 27 de outubro de 2019      | Moscow           | Rússia         | Izvestia Hall                          | —              | [ 19 ]         |
| Etapa 6 - Ásia             |                  |                |                                        |                |                |
| 2 de novembro de 2019      | Singapura        | Singapura      | The Star Performing Arts Centre        | —              | [ 20 ] [ 21 ]  |
| 19 de dezembro de 2019     | Tóquio           | Japão          | Pacifico Yokohama                      | —              |                |
| 21 de dezembro de 2019     | Osaka            | Japão          | Osaka International Convention Center  | —              |                |